# トマス・レオナルディ
トマス・クリスティアン・レオナルディ（Tomás Cristian Leonardi 1987年7月1日 - ）は、アルゼンチン、ブエノスアイレス出身のラグビー選手。

## プロフィール
- アルゼンチン・ブエノスアイレス出身。
- ポジションはフランカー(FL)。
- 身長 190cm、体重 106kg
- ニックネームはトミー。
- アルゼンチン代表キャップは18（2020年2月現在）。

## 来歴
アルゼンチンの首都、ブエノスアイレスにて誕生。ラグビー一家で育ち、4歳からラグビーを始める。シニアレベルのキャリアをアルゼンチン国内、南アフリカ、スコットランド、フランスで重ね、2016年にスーパーラグビーを戦うサンウルブズに加入した。アルゼンチン代表でのデビューは、2008年11月のチリ代表戦である。また、レオナルディは2010年5月のアルゼンチン代表欧州遠征のスコッドに選ばれている。